# Виктори Лејкс (Њу Џерзи)
Виктори Лејкс (енгл. Victory Lakes) насељено је место без административног статуса у америчкој савезној држави Њу Џерзи.

## Демографија
По попису из 2010. године број становника је 2.111, што је 7 (-0,3%) становника мање него 2000. године.
| Група             | 2000.         | 2010.         |
| Белци             | 1.900 (89,7%) | 1.865 (88,3%) |
| Афроамериканци    | 106 (5,0%)    | 109 (5,2%)    |
| Азијати           | 19 (0,9%)     | 20 (0,9%)     |
| Хиспаноамериканци | 67 (3,2%)     | 75 (3,6%)     |
| Укупно            | 2.118         | 2.111         |